# Bindusara
Bindusara Maurya, anche noto come Amitocrate (uccisore dei nemici) (in greco: Ἀμιτροχάτης, trasl. Amitrochates; 320 a.C. circa – 272 a.C. o 268 a.C.), fu re di Magadha dal 298 a.C. alla sua morte.
Bindusara succedette a Chandragupta Maurya e di lui si conosce molto poco: leggende sulla sua persona si trovano nell'Ashokavadana, nelle Cronache Sinhala e nel Vamsatthappakasini, un commento al Mahavamsa.

## Biografia
Dal suo predecessore Chandragupta, Bindusara ereditò un grande impero, malgrado i confini di quest'ultimo fossero abbastanza poco conosciuti; ancora meno si sa delle politiche compiute da Bindusara quando salì al potere. È probabile che all'epoca di Chandragupta l'Impero Maurya occupasse tutta l'India settentrionale, forse i 2/3 del subcontinente in totale. Bindusara potrebbe aver esteso l'impero più a sud. Lo studioso francese Lamotte, tuttavia, ipotizza che Bindusara si sia limitato a sedare alcune ribellioni provocate da alcuni governatori del suo impero, preservandone così le dimensioni.
Ci sono prove che Bindusara fosse in contatto attivo con i suoi vicini, i Seleucidi. Ricevette alla sua corte Daimaco, ambasciatore di Seleuco I Nicatore. È inoltre attestata la sua regolare corrispondenza con Antioco I Soter. Un certo Dionigi è menzionato anche come inviato di Tolomeo II presso la corte reale indiana, ma non è chiaro con quale sovrano indiano avesse a che fare.
I bramini avevano una buona posizione sotto Bindusara. Ha patrocinato loro e i loro seguaci. Mostrò anche interesse per un gruppo di asceti itineranti chiamati Parivrajakas. Almeno uno di loro, di nome Pingalavatsa, occupò una posizione importante alla sua corte.
I piani di Bindusara per il suo erede al trono furono frustrati dal figlio Ashoka. Infatti alla morte del sovrano nel 272 a.C., gli succedette il minore figlio Ahsoka, che Bindusara aveva fatto esiliare e che egli aveva avuto da una donna greca della dinastia dei Seleucidi (a conclusione di un'alleanza matrimoniale tra l'impero seleucide e quello Maurya) o di Dharma, una donna indiana.
Primo in linea successoria era tuttavia il figlio Susima, che Asoka fece uccidere alla morte di Bindusara assieme a molti altri suoi parenti. Ashoka conquistò immediatamente la capitale dell'impero, Pataliputra, e con l'aiuto del ministro Radhagupta riuscì ad allontanare tutti i possibili successori e a salire lui stesso al trono.